# Mistrzostwa Świata w Lekkoatletyce 1987 – sztafeta 4 × 100 m mężczyzn
Sztafeta 4 × 100 metrów mężczyzn – jedna z konkurencji biegowych rozgrywanych podczas lekkoatletycznych mistrzostw świata na Stadionie Olimpijskim w Rzymie.
Zwyciężyła sztafeta Stanów Zjednoczonych, która tym samym obroniła tytuł zdobyty na poprzednich mistrzostwach. Pierwotnie czwarte miejsce zajęła sztafeta Kanady, lecz później jej wynik został unieważniony z powodu dyskwalifikacji Bena Johnsona za stosowanie dopingu.

## Terminarz
| Data       |            |
| ---------- | ---------- |
| 5 września | Eliminacje |
| 5 września | Półfinały  |
| 6 września | Finał      |

## Rekordy
|                          | Zawodnicy                                                                | Wynik | Miejsce     | Data                  |
| ------------------------ | ------------------------------------------------------------------------ | ----- | ----------- | --------------------- |
| Rekord świata            | Stany Zjednoczone · (Sam Graddy, Ron Brown, Calvin Smith, Carl Lewis)    | 37,83 | Los Angeles | 11 sierpnia 1984(dts) |
| Rekord mistrzostw świata | Stany Zjednoczone · (Emmit King, Willie Gault, Calvin Smith, Carl Lewis) | 37,86 | Helsinki    | 10 sierpnia 1983(dts) |

## Wyniki

### Eliminacje
Rozegrano trzy biegi eliminacyjne. Z każdego biegu cztery najlepsze sztafety automatycznie awansowały do półfinałów (Q). Skład półfinalistów uzupełniły cztery najszybsze zespoły spośród pozostałych (q).

### Bieg 1
| Poz. | Reprezentacja     | Zawodnicy                                                                  | Wynik | Uwagi |
| ---- | ----------------- | -------------------------------------------------------------------------- | ----- | ----- |
| 1    | Stany Zjednoczone | Lee McRae, Lee McNeill, Harvey Glance, Dennis Mitchell                     | 38,80 | Q     |
| 2    | Węgry             | István Nagy, László Karaffa, István Tatár, Attila Kovács                   | 39,11 | Q     |
| 3    | Japonia           | Kaoru Matsubara, Hirohisa Ota, Masahiro Nagura, Hiroki Fuwa                | 39,49 | Q     |
| 4    | Chiny             | Li Tao, Cai Jianming, Li Feng, Zheng Chen                                  | 39,63 | Q     |
| 5    | Hiszpania         | Enrique Talavera, Juan José Prado, Miguel Ángel García, José Javier Arqués | 40,20 | q     |
| 6    | Uganda            | Moses Musonge, Joseph Ssali, Sunday Olweny, Edward Bitoga                  | 40,22 |       |
| –    | Wielka Brytania   | Lincoln Asquith, John Regis, Mike McFarlane, Clarence Callender            | DQ    |       |

### Bieg 2
| Poz. | Reprezentacja   | Zawodnicy                                                                 | Wynik | Uwagi |
| ---- | --------------- | ------------------------------------------------------------------------- | ----- | ----- |
| 1    | ZSRR            | Aleksandr Jewgienjew, Wiktor Bryzhin, Władimir Murawjow, Andriej Fiedoriw | 38,98 | Q     |
| 2    | RFN             | Fritz Heer, Volker Westhagemann, Christian Haas, Norbert Dobeleit         | 39,10 | Q     |
| 3    | Brazylia        | Joilto Bonfim, Carlos de Oliveira, Arnaldo da Silva, Robson da Silva      | 39,57 | Q     |
| 4    | Włochy          | Ezio Madonia, Stefano Tilli, Paolo Catalano, Pierfrancesco Pavoni         | 39,58 | Q     |
| 5    | Ghana           | John Myles-Mills, Emmanuel Tuffour, Salaam Gariba, Eric Akogyiram         | 39,77 | q     |
| 6    | Chińskie Tajpej | Lai Cheng-chuan, Lee Shiun-long, Chang Yih-yuan, Cheng Hsin-fu            | 40,05 | q     |

### Bieg 3
| Poz. | Reprezentacja | Zawodnicy                                                        | Wynik | Uwagi |
| ---- | ------------- | ---------------------------------------------------------------- | ----- | ----- |
| 1    | Jamajka       | John Mair, Andrew Smith, Clive Wright, Ray Stewart               | 38,88 | Q     |
| 2    | Kuba          | Ricardo Chacón, Leandro Peñalver, Sergio Querol, Andrés Simón    | 39,44 | Q     |
| 3    | Senegal       | Charles-Louis Seck, Hamidou Diawara, Joseph Dias, Amadou M'Baye  | 39,83 | Q     |
| 4    | Portugalia    | Arnaldo Abrantes, Pedro Curvelo, Luís Cunha, Luís Barroso        | 40,10 | q     |
| 1    | Kanada        | Ben Johnson, Atlee Mahorn, Desai Williams, Mike Dwyer            | 38,76 | Q, DQ |
| –    | Nigeria       | Augustine Olobia, Patrick Nwankwo, Innocent Egbunike, Chidi Imoh | DNS   |       |

### Półfinały
Rozegrano dwa biegi półfinałowe. Z każdego biegu cztery najlepsze sztafety awansowały do finału (Q).

### Bieg 1
| Poz. | Reprezentacja | Zawodnicy                                                                | Wynik | Uwagi |
| ---- | ------------- | ------------------------------------------------------------------------ | ----- | ----- |
| 1    | ZSRR          | Aleksandr Jewgienjew, Wiktor Bryzhin, Władimir Murawjow, Władimir Kryłow | 38,29 | Q     |
| 2    | RFN           | Fritz Heer, Volker Westhagemann, Christian Haas, Norbert Dobeleit        | 38,84 | Q     |
| 3    | Włochy        | Ezio Madonia, Stefano Tilli, Paolo Catalano, Pierfrancesco Pavoni        | 39,52 | Q     |
| 4    | Japonia       | Kaoru Matsubara, Hirohisa Ota, Masahiro Nagura, Hiroki Fuwa              | 39,71 |       |
| 5    | Hiszpania     | Miguel Ángel García, Juan José Prado, Ángel Heras, José Javier Arqués    | 39,74 |       |
| 6    | Ghana         | John Myles-Mills, Emmanuel Tuffour, Salaam Gariba, Eric Akogyiram        | 39,94 |       |
| 7    | Senegal       | Charles-Louis Seck, Hamidou Diawara, Joseph Dias, Amadou M'Baye          | 40,22 |       |
| 2    | Kanada        | Ben Johnson, Atlee Mahorn, Desai Williams, Mike Dwyer                    | 38,50 | Q, DQ |

### Bieg 2
| Poz. | Reprezentacja     | Zawodnicy                                                            | Wynik | Uwagi |
| ---- | ----------------- | -------------------------------------------------------------------- | ----- | ----- |
| 1    | Stany Zjednoczone | Lee McRae, Lee McNeill, Harvey Glance, Dennis Mitchell               | 38,33 | Q     |
| 2    | Jamajka           | John Mair, Andrew Smith, Clive Wright, Ray Stewart                   | 38,66 | Q     |
| 3    | Węgry             | István Nagy, László Karaffa, István Tatár, Attila Kovács             | 38,78 | Q     |
| 4    | Chiny             | Li Tao, Cai Jianming, Li Feng, Zheng Chen                            | 39,05 | Q,    |
| 5    | Kuba              | Ricardo Chacón, Leandro Peñalver, Sergio Querol, Andrés Simón        | 39,98 |       |
| 6    | Brazylia          | Joilto Bonfim, Carlos de Oliveira, Arnaldo da Silva, Robson da Silva | 39,22 |       |
| 7    | Chińskie Tajpej   | Lai Cheng-chuan, Lee Shiun-long, Chang Yih-yuan, Cheng Hsin-fu       | 39,90 |       |
| 8    | Portugalia        | Arnaldo Abrantes, Pedro Curvelo, Luís Cunha, Luís Barroso            | 40,24 |       |

### Finał
| Poz. | Reprezentacja     | Zawodnicy                                                                | Wynik | Uwagi |
| ---- | ----------------- | ------------------------------------------------------------------------ | ----- | ----- |
| 1    | Stany Zjednoczone | Lee McRae, Lee McNeill, Harvey Glance, Carl Lewis                        | 37,90 |       |
| 2    | ZSRR              | Aleksandr Jewgienjew, Wiktor Bryzhin, Władimir Murawjow, Władimir Kryłow | 38,02 | [ 4 ] |
| 3    | Jamajka           | John Mair, Andrew Smith, Clive Wright, Ray Stewart                       | 38,41 |       |
| 4    | RFN               | Fritz Heer, Volker Westhagemann, Christian Haas, Norbert Dobeleit        | 38,73 |       |
| 5    | Węgry             | István Nagy, László Karaffa, István Tatár, Attila Kovács                 | 39,04 |       |
| 6    | Włochy            | Ezio Madonia, Domenico Gorla, Paolo Catalano, Pierfrancesco Pavoni       | 39,62 |       |
| 7    | Chiny             | Li Tao, Cai Jianming, Li Feng, Zheng Chen                                | 39,93 |       |
| 4    | Kanada            | Ben Johnson, Atlee Mahorn, Desai Williams, Mike Dwyer                    | 38,47 | DQ    |